# Psychotherapie im Alter
Psychotherapie im Alter (PiA) ist eine Fachzeitschrift, die sich der Psychotherapie, Sozialtherapie und psychosozialen Beratung älterer Menschen widmet. Sie erscheint seit 2014 vierteljährlich im Psychosozial-Verlag. Bei einer tiefenpsychologischen Grundorientierung will die Zeitschrift den Austausch unterschiedlicher Therapieschulen und der verschiedenen Berufsgruppen fördern, die im Bereich der Altenarbeit tätig sind. Herausgeber sind Astrid Riehl-Emde (Universitätsklinikum Heidelberg) (geschäftsführend), Simon Forstmeier (Universität Siegen), Reinhard Lindner (Hamburg), Meinolf Peters (Marburg), Anne Katrin Risch (Friedrich-Schiller-Universität Jena), Bertram von der Stein (Köln), Jana Volkert (Universitätsklinikum Hamburg-Eppendorf), Alexandra Wuttke-Linnemann (Mainz).

## Zielsetzung und Themen
Ziel der Zeitschrift ist die Mitwirkung an der Entwicklung eines differenzierten und profilierten Verständnisses von Alterspsychotherapie. Sie ist an der Schnittstelle von Wissenschaft und Praxis angesiedelt und enthält ebenso empirische Forschungsergebnisse wie Fallstudien und praxisorientierte Beiträge. Ergänzt werden die Hefte jeweils durch aktuelle Informationen, Buch- und Zeitschriftenbesprechungen und Beschreibungen von Institutionen.
Die einzelnen Bände haben jeweils einen Themenschwerpunkt. Sie widmen sich zum einen altersspezifischen Fragen im Umfeld bestimmter Phänomene oder Störungen wie Angst, Depression, den psychischen Folgen von Migration, Persönlichkeitsstörungen, Schmerz, Trauer und Traumatisierung. Zum anderen bilden spezielle Formen der Therapie oder behandlungstechnische Themen den Schwerpunkt wie das Erstgespräch, Gruppentherapie, Kunst-, Musik- und Tanztherapie, Kognitive Verhaltenstherapie oder Tabus in der therapeutischen Beziehung. Einige Hefte werfen übergreifende Fragestellungen auf, die um die Themen Pflege und Psychotherapie, Psychotherapie und Palliativmedizin, Altersbilder oder Generationendialog ranken. 2011 war ein Band dem Begründer der Alterspsychotherapie Hartmut Radebold zum 75. Geburtstag gewidmet.